# Begoña (métro de Madrid)
Begoña est une station de la ligne 10 du métro de Madrid, en Espagne. Elle est située sous la rue Saint-Modeste, dans l'arrondissement de Fuencarral-El Pardo, à Madrid.

## Situation sur le réseau
Établie en souterrain, la station Begoña est située sur la ligne 10 du métro de Madrid, entre Fuencarral et Chamartín.

## Histoire
La station ouvre au service commercial le 10 juin 1982, à l'occasion de l'inauguration de la première version de la ligne 8. Le 22 janvier 1998, le tronçon reliant Alonso Martínez et Fuencarral est intégré à la ligne 10.
En juin 2025, elle devient entièrement accessible avec la mise en service de sept ascenseurs.

## Services aux voyageurs

### Accès et accueil
La station comprend cinq accès dont trois sont équipés d'ascenseurs. 

## À proximité
La station dessert l'hôpital universitaire La Paz.